# Trox hamatus
Trox hamatus es una especie de escarabajo del género Trox, familia Trogidae. Fue descrita científicamente por Robinson en 1940.
Se distribuye por la ecozona del Neártico. Habita en los Estados Unidos (Nueva York, Nueva Jersey, Pensilvania, Maryland, Maine, Georgia, Texas, Nebraska, Carolina del Sur). Mide 5-6 milímetros de longitud.